# Namsskogan Familiepark
Il Namsskogan Familiepark è un giardino zoologico e faunistico istituito nel comune di Namsskogan, in Norvegia, fondato nel 1989.